# Hermann Burmeister
Karl Hermann Konrad Burmeister (15. ledna 1807, Stralsund – 2. května 1892, Buenos Aires) byl německo-argentinský zoolog, zejména herpetolog a entomolog.

## Život
Vystudoval lékařství a zoologii na univerzitách v Greifswaldu a Halle (dnes Univerzita Martina Luthera). Roku 1837 se v Halle stal profesorem zoologie. V letech 1832–1847 vydal pětidílné dílo Handbuch der Entomologie. V roce 1848 se angažoval v revolučních událostech a stal se poslancem Frankfurtského parlamentu. Po pádu revoluce si vzal na fakultě volno a nejistotu své vlastní existence na ní vyřešil studijními cestami. V letech 1850–1852 cestoval po Brazílii, v letech 1857–1860 absolvoval další studijní cestu, tentokrát po Argentině. Vrátil se sice znovu do Německa, ale zde se rozvedl, rozvázal definitivně vztah s univerzitou a natrvalo přesídlil roku 1861 do Argentiny. V Buenos Aires se o rok později stal ředitelem Museo Publico de Historia Natural. Zemřel po nehodě v tomto muzeu, když spadl na skleněnou vitrínu.